# Michal Vičan
Michal Vičan (Hlohovec, 26 marzo 1925 – Bratislava, 27 gennaio 1986) è stato un allenatore di calcio e calciatore slovacco.
Guidò lo Slovan Bratislava nella vittoria della Coppa delle Coppe.

## Palmarès

### Giocatore

#### Competizioni nazionali
- Campionato cecoslovacco: 4

Slovan Bratislava: 1949, 1950, 1951, 1955

### Allenatore

#### Competizioni nazionali
- Campionato cecoslovacco: 1

Slovan Bratislava: 1969-1970
- Coppa di Slovacchia: 2

Slovan Bratislava: 1969-1970, 1982-1983
- Campionato polacco: 2

Ruch Chorzów: 1973-1974, 1974-1975
- Coppa di Polonia: 1

Ruch Chorzów: 1973-1974

#### Competizioni internazionali
- Coppa delle Coppe: 1

Slovan Bratislava: 1968-1969
- Coppa Piano Karl Rappan: 3

Slovan Bratislava: 1968, 1970, 1977